# Karl Vocelka
Karl Vocelka (* 23. května 1947 Vídeň) je česko-rakouský historik a profesor rakouských dějin na Vídeňské univerzitě. Specializuje se především na dějiny raného novověku.

## Publikace
- Seznam děl v Souborném katalogu ČR, jejichž autorem nebo tématem je Karl Vocelka
- Habsburgische Hochzeiten 1550-1600 : Kulturgeschichtliche Studien zum manieristischen Repräsentationsfest. Wien : Böhlau, 1976. 192 s. ISBN 3-205-08569-8.
- Verfassung oder Konkordat? Der publizistische und politische Kampf der österreichischen Liberalen um die Religionsgesetze des Jahres 1868 (=Studien zur Geschichte der österreichisch-ungarischen Monarchie 17 = Schriften des DDr.Franz Joseph Mayer-Gunthof-Fonds 12, Wien 1978)
- Die politische Propaganda Kaiser Rudolfs II. (=Veröffentlichungen der Kommission für die Geschichte Österreichs 9, Wien 1981)
- Trümmerjahre. Wien 1945 – 1949 (Wien-München 1985)
- Rudolf II. und seine Zeit. Wien ; Köln ; Graz : Hermann Böhlaus, 1985. 228 s. ISBN 3-205-07159-X.
- K.u.K.Karikaturen und Karikaturen zum Zeitalter Kaiser Franz Josephs (Wien-München 1986)
- R. Gutdeutsch – Chr. Hammerl – I. Mayer – K. Vocelka: Erdbeben als historisches Ereignis. Die Rekonstruktion des Bebens von 1590 in Niederösterreich (Berlin-Heidelberg-New York-London-Paris-Tokyo 1987)
- Die Habsburger. Eine europäische Familiengeschichte Graz-Wien-Köln : Styria, 1992. 512 s. (spoluautoři Brigitte Vacha a Walter Pohl) (česky Habsburkové : historie jednoho evropského rodu. Praha : Grafoprint-Neubert, 1996. 512 s. ISBN 80-85785-44-7).
- Die Lebenswelten der Habsburger. Kultur- und Mentalitätsgeschichte einer Familie (Wien 1997) (spoluautor Lynne Heller) (česky Život Habsburků : kultura a mentalita jednoho rodu. Praha : Plejáda, 2011. 337 s. ISBN 978-80-87374-94-8)
- Paulus Ebner und Karl Vocelka: Die zahme Revolution. ’68 und was davon blieb (Wien 1998)
- Die private Welt der Habsburger. Leben und Alltag einer Familie (Graz-Wien-Köln 1998) (spoluautor Lynne Heller) (česky Soukromý svět Habsburků : život a všední dny jednoho rodu. Plzeň : Plejáda, 2011. 340 s. ISBN 978-80-87374-29-0)
- Glanz und Untergang der höfischen Welt : Repräsentation, Reform und Reaktion im habsburgischen Vielvölkerstaat. Wien : Ueberreuter, 2001. 542 s. ISBN 3-8000-3529-4.
- Geschichte Österreichs. Kultur – Gesellschaft – Politik (Heyne Sachbuch 19/827, München 2002)
- Vocelka, Karl und Anita Traninger (Hg.) Die frühneuzeitliche Residenz (16. bis 18. Jahrhundert) (Csendes, Peter und Ferdinand Opll (hg.= Wien Geschichte einer Stadt 2, Wien-Köln-Weimar 2003)
- Geschichte der Neuzeit. 1500-1918 (Wien 2009)
- 99 Fragen zu den Habsburgern. Wien : Ueberreuter, 2014. 159 s. ISBN 978-3-8000-7594-2.
- Franz Joseph I. : Kaiser von Österreich und König von Ungarn : 1830-1916 : eine Biographie. München : C. H. Beck, 2015. 458 s. ISBN 978-3-406-68286-5. (spoluautor Michaela Vocelka) (česky František Josef I. : císař rakouský a král uherský 1830–1916. Praha : Paseka, 2017. 416 s. ISBN 978-80-7432-806-0.)